# Monte da Cruz
O Monte da Cruz é um outeiro situado na Quinta de Vale do Rosal na freguesia de Charneca de Caparica, Município de Almada, Distrito de Setúbal, em Portugal, onde se encontra erigida uma imponente cruz de pedra seiscentista, assinalando às gerações vindouras aqueles que pela sua fé foram martirizados e mortos, decorria o ano de 1570.
De acordo com os registos existentes, o solo deste local encontra-se consagrado desde o século XVI.
O Cruzeiro foi colocado neste monte, local onde outrora existira uma das cinco cruzes de madeira que faziam parte do caminho que os religiosos jesuítas percorriam em oração, muitas vezes em ladainhas cantadas. O mesmo aconteceu quando o Padre Dom Inácio de Azevedo aqui se instalou com um esquadrão de noviços para a sua preparação física e espiritual para depois seguirem os caminhos da evangelização do Brasil, os quais se tornaram, mais tarde, em famosos mártires cristãos (conhecidos como "os Quarenta Mártires do Brasil").